# Everlasting (Martina McBride)
Everlasting è il dodicesimo album in studio della cantante country statunitense Martina McBride, pubblicato nel 2014. Si tratta di un album di cover.

## Tracce
1. Do Right Woman, Do Right Man – 3:33 – Aretha Franklin
2. Suspicious Minds – 3:50 – Mark James
3. If You Don't Know Me by Now – 3:32 – Harold Melvin & the Blue Notes
4. Little Bit of Rain – 2:20 – Fred Neil
5. Bring It On Home to Me (con Gavin DeGraw) – 3:33 – Sam Cooke
6. Come See About Me – 2:58 – The Supremes
7. What Becomes of the Brokenhearted – 3:51 – Jimmy Ruffin
8. I've Been Loving You Too Long – 3:48 – Otis Redding
9. Wild Night – 3:06 – Van Morrison
10. In the Basement (con Kelly Clarkson) – 2:39 – Etta James & Sugar Pie DeSanto
11. My Babe – 3:09 – Little Walter
12. To Know Him Is to Love Him – 2:42 – The Teddy Bears